# William St. Onge
William Leon St. Onge (* 9. Oktober 1914 in Putnam, Connecticut; † 1. Mai 1970 in Groton, Connecticut) war ein US-amerikanischer Politiker. Zwischen 1963 und 1970 vertrat er den zweiten Wahlbezirk des Bundesstaates Connecticut im US-Repräsentantenhaus.

## Werdegang
William St. Onge besuchte die Grundschule in seinem Heimatort Putnam; danach studierte er bis 1941 an der Tufts University in Medford (Massachusetts). Während des Zweiten Weltkrieges war er zwischen 1942 und 1945 als Soldat im Fliegerkorps der US-Armee in Nordafrika und Europa eingesetzt. Nach einem Jurastudium und seiner im Jahr 1948 erfolgten Zulassung als Rechtsanwalt begann er in Putnam in seinem neuen Beruf zu arbeiten. Zwischen 1948 und 1962 war er Richter an einem Nachlassgericht; von 1955 bis 1961 war er gleichzeitig als städtischer Richter in Putnam tätig.
St. Onge war Mitglied der Demokratischen Partei. Von 1939 bis 1941 gehörte er dem Schulausschuss von Putnam an, zwischen 1941 und 1942 war er  Abgeordneter im Repräsentantenhaus von Connecticut. In den Jahren 1956 bis 1958 war St. Onge Vorsitzender einer Agentur, die sich mit der Weiterentwicklung der Stadt Putnam befasste. Zwischen 1961 und 1962 fungierte er als Bürgermeister dieses Ortes.
Bei den Kongresswahlen des Jahres 1962 wurde er im zweiten Distrikt von Connecticut in das US-Repräsentantenhaus in Washington, D.C. gewählt. Dort trat er am 3. Januar 1963 die Nachfolge des Republikaners Horace Seely-Brown an. Nach drei Wiederwahlen konnte er sein Mandat im Kongress bis zu seinem Tod am 1. Mai 1970 ausüben. Seine Zeit im Kongress war von den Ereignissen des Vietnamkrieges und der Bürgerrechtsbewegung bestimmt.